# Pierre Klossowski
Pierre Klossowski (París, 9 d'agost de 1905 - 12 d'agost de 2001) va ser un novel·lista, assagista, filòsof, traductor, escriptor i pintor francès.

## Biografia
Procedent d’una família d'origen polonès, Pierre Klossowski és el germà gran del pintor Balthus. El seu pare, Erich Klossowski, fou pintor i historiador de l'art. La seva mare, Elisabeth Dorothea Spiro, coneguda com Baladine Klossowska, va ser alumna del pintor Pierre Bonnard.
La infantesa i l'adolescència d'ambdós germans es gestà en un entorn d'artistes i escriptors. En el seu àmbit més immediat, la relació íntima amb Rainer Maria Rilke, que esdevé l'amant de la seva mare (quan té quinze anys i el seu germà onze), i la coneixença d'André Gide són determinants per al seu desenvolupament i orientació, especialment per a Pierre, a qui Gide guiarà durant els seus estudis secundaris al Liceu Janson-de-Sailly. El contacte diari amb l'autor de L’Immoraliste aporta a Pierre Klossowski un seguit de dilemes morals que l'absorbiran durant molts anys abans que es puguin resoldre en la creació artística.
El 1928, Klossowski va col·laborar amb Pierre Jean Jouve en la traducció de Poèmes de la folie de Friedrich Hölderlin.
A partir del 1935, després d'haver sovintejat els cercles de la Societat Psicoanalítica de París, la revista de la qual va publicar el seu primer text sobre el Marquès de Sade, va conèixer el filòsof Georges Bataille amb qui va forjar una profunda amistat que durà fins a la seva mort. Va ser a instàncies de Bataille que Klossowski va contactar amb André Breton i Maurice Heine, dins del grup Contre-attaque (1935). Després va participar activament a la revista Acéphale (1936-1939), i a la societat secreta del mateix nom al Col·legi de Sociologia (1937-1939), i es va fer amic del pintor André Masson.
Durant l'ocupació nazi, Klossowski va emprendre estudis d'escolàstica i teologia a la facultat dominicana de Saint Maissimin, després a Lió amb els jesuïtes de Fourvière i, finalment, a París, a l'Institut Catòlic, mantenint-se en contacte amb la Resistència francesa. Després de l'alliberament de França, va contribuir a la revista ecumènica Dieu vivant. De tornada a la vida secular, el 1947 es va casar amb Denise Morin, supervivent del camp de concentració Ravensbrück i vídua d'un antifeixista executat pels nazis. La seva esposa esdevindrà la seva musa, inspirant-li el personatge de Roberte, la signe unique al centre del seu cicle romàntic titulat Les Lois de l'hospitalité. El mateix any va publicar l'assaig Sade mon prochain. El 1950, la seva primera novel·la, La Vocation suspendue, va ser una de les transposicions de les vicissituds de la seva crisi religiosa.
Abandonant gradualment l'univers fictici, Pierre Klossowski va escriure diversos assaigs filosòfics, inclòs Le Bain de Diane (1956, representat per Simone Benmussa al Théâtre du Rond-Point el 1986, amb la veu enregistrada de l'autor), i Un si fateste desire (1963). El mateix any, a través de Roland Barthes, va conèixer Michel Foucault amb qui va fer amistat i a qui va dedicar la novel·la Le Baphomet (1965). El 1970, Foucault, que considerava Klossowski un dels escriptors vius més importants, juntament amb Georges Bataille i Maurice Blanchot, va escriure el prefaci del seu assaig titulat La Monnaie vivante (il·lustrat amb 65 fotografies de Pierre Zucca i 11 dibuixos de Klossowski). Escrit després de Nietzsche et le cercle vicieux (1969), Klossowski reprèn els comentaris sobre la sémiotique pulsionnelle de Friedrich Nietzsche i, a la llum de Sade, desenvolupa una contre-utopie sobre l'intercanvi de cossos immutables, cossos vius presos en una lògica de l'intercanvi. Foucault el va considerar «el llibre de filosofia més gran que he llegit, després de Nietzsche». Al mateix temps, Klossowski va treballar en la traducció de La gaia ciència de Nietzsche, que havia d'inaugurar l'edició de les Obres completes dirigides per Gilles Deleuze i Michel Foucault.
Pel que fa al cinema, Klossowski apareix com a intèrpret a la pel·lícula de Robert Bresson, A l'atzar, Baltasar (1966), així com a la de Pierre Zucca, Roberte (1978, amb la seva dona Denise en el paper de Roberte) que s'inspira en la trilogia de Les Lois de l'hospitalité. També va col·laborar en la concepció de les pel·lícules de Raul Ruiz, L'Hypothèse du tableau volé (1979) i La Vocation suspendue.
A partir de la dècada del 1980 es va dedicar quasi exclusivament al dibuix. El nu femení, representat en ficcions eròtiques i sadofilosòfiques, són motius constants a les seves obres. Klossowski dibuixa fantasies que només es fan realitat sobre el paper, centrat al voltant de la figura romàntica de Roberte, inspirada en la seva dona Denise, que també pot reconèixer-se en els retrats de joves o de siluetes andrògines. Les al·lusions literàries també són nombroses: als seus propis escrits, als mites antics, a Sade, Alexandre Dumas, Ocatve Mirbeau, Guillaume Apollinaire o Bataille.

Va morir als 96 anys, sis mesos després que el seu germà, el pintor Balthus.
| « | Els déus van ensenyar als homes a contemplar-se a si mateixos en l'espectacle com els déus es contemplen a si mateixos en la imaginació dels homes. | » |

## Obra publicada
- Sade mon prochain, Paris, Éditions du Seuil, 1947
- La Vocation suspendue, Paris, Gallimard, 1950
- Roberte, ce soir, Paris, Éditions de Minuit, 1953
- Le Bain de Diane, Paris, Jean-Jacques Pauvert, 1956
- La Révocation de l'Édit de Nantes, Paris, Éditions de Minuit, 1959
- Le Souffleur ou Un théâtre de société, Paris, Jean-Jacques Pauvert, 1960
- Un si funeste désir, recueil d'articles, Paris, Gallimard, 1963
- Les Lois de l'hospitalité (La Révocation de l'Édit de Nantes, Roberte, ce soir, Le Souffleur), édition définitive augmentée d'un avertissement et d'une postface, Paris, Gallimard, coll. « Le Chemin », 1965
- Le Baphomet, Paris, Le Mercure de France, 1965
- Sade mon prochain, nouvelle édition précédée d'un avertissement et de Le Philosophe scélérat, Paris, Éditions du Seuil, 1967
- Origines cultuelles et mythiques d'un certain comportement des Dames Romaines, Montpellier, Fata Morgana, 1968 - nouvelle édition, 2010
- Nietzsche et le cercle vicieux, Paris, Mercure de France, 1969
- Les derniers travaux de Gulliver suivi de Sade et Fourier, Montpellier, Fata morgana, 1974
- La Ressemblance, recueil d'articles suivi d'un entretien avec Alain Arnaud, Marseille, André Dimanche, 1984
- Le Mage du Nord, essai sur Hamann et traduction des Lettres de J. G. Hamann et Golgotha et Scheblimini, Montpellier, Fata Morgana, 1988
- La Monnaie vivante, précédé d'une lettre de Michel Foucault à l'auteur sur La Monnaie vivante, illustré de 65 photographies de Pierre Zucca et de 11 dessins par Pierre Klossowski, Paris, Éric Losfeld, 1970 ; rééd. Paris, Joëlle Losfeld, 1994 ; rééd. en poche, Paris, Rivages, coll. « Rivages poche. Petite bibliothèque », 1997
- L'Adolescent immortel, Paris, Gallimard, coll. « Le Cabinet des lettrés », 2001
- Écrits d'un monomane. Essais 1933-1939, Paris, Gallimard, coll. « Le Promeneur », 2001
- Tableaux vivants. Essais critiques, 1936-1983, Paris, Gallimard, coll. « Le Promeneur », 2001
- Du signe unique : Feuillets inédits, préface de Guillaume Perrier, Paris, Les petits matins, coll. « Les grands soirs », 2018
- Sur Proust, édité et préfacé par Luc Lagarde, Paris, Serge Safran Éditeur, 2019 (inédit)

### Documentals
- Pierre Klossowski, portrait de l'artiste en souffleur, Alain Fleischer, 1982
- Pierre Klossowski, un écrivain en images, Alain Fleischer, 1996, 47 minutes, production Les films d'ici.